# Источное (Джанкойский район)
Исто́чное (до 1945 года Чокра́к Пе́рвый; укр. Істочне, крымскотат. İlk Çoqraq, Ильк Чокъракъ) — село в Джанкойском районе Республики Крым, входит в состав Новокрымского сельского поселения (согласно административно-территориальному делению Украины — Новокрымского сельского совета Автономной Республики Крым).

## Население
| 2001 | 2014 |
| ---- | ---- |
| 361  | ↘192 |

Всеукраинская перепись 2001 года показала следующее распределение по носителям языка
| Язык             | Процент |
| ---------------- | ------- |
| русский          | 57.06   |
| крымскотатарский | 30.75   |
| украинский       | 11.63   |

### Динамика численности
| - 1915 год — 10 чел. - 1926 год — 222 чел. - 1939 год — 178 чел. - 1989 год — 289 чел. | - 2001 год — 361 чел. - 2009 год — 293 чел. - 2014 год — 192 чел. |

## Современное состояние
На 2017 год в Источном числится 8 улиц; на 2009 год, по данным сельсовета, село занимало площадь 81 гектар на которой, в 113 дворах, проживало 293 человека. В селе действуют библиотека, Источное связано автобусным сообщением с райцентром и соседними населёнными пунктами.

## География
Источное — село северо-западе района, в степном Крыму, в балке маловодной речки Источная, впадающей в Айгульское озеро, высота центра села над уровнем моря — 6 м. Соседние сёла: Новокрымское в 3,5 километрах на юг и Пахаревка в 6 километрах на северо-восток, там же ближайшая железнодорожная станция — Пахаревка (на линии Джанкой — Армянск). Расстояние до райцентра — около 28 километров (по шоссе). Транспортное сообщение осуществляется по региональной автодороге 35Н-141 от шоссе 35А-001 «граница с Украиной — Джанкой — Феодосия — Керчь» до Овощного (по украинской классификации — С-0-10417).

## История
Судя по доступным историческим документам, селение основано в начале XX века, поскольку впервые упоминается в Статистическом справочнике Таврической губернии 1915 года, согласно которому на хуторе Чокрак Богемской волости Перекопского уезда числилось 2 двора с русским населением в количестве 10 человек приписных жителей (по неподтверждённым данным, село известно с 1865 года).
После установления в Крыму Советской власти, по постановлению Крымревкома от 8 января 1921 года № 206 «Об изменении административных границ» была упразднена волостная система и в составе Джанкойского уезда (преобразованного из Перекопского) был создан Джанкойский район. В 1922 году уезды преобразовали в округа. 11 октября 1923 года, согласно постановлению ВЦИК, в административное деление Крымской АССР были внесены изменения, в результате которых округа были ликвидированы, основной административной единицей стал Джанкойский район и село включили в его состав. Согласно Списку населённых пунктов Крымской АССР по Всесоюзной переписи 17 декабря 1926 года, в селе Чокрак, центре Чокракского сельсовета Джанкойского района, числилось 44 двора, из них 43 крестьянских, население составляло 222 человека, из них 168 русских, 50 украинцев, 3 армянина. В 1929 году в селе создан колхоз имени Ильича. По данным всесоюзной переписи населения 1939 года в селе проживало 178 человек.
Во время Великой Отечественной войны, в октябре 1941 года, после фашистов на Перекопе, в районе Чокрака бойцы 354 стрелкового и гаубичного полков 106-й стрелковой дивизии 9-го стрелкового корпуса трое суток сдерживали противника, не давая ему возможности отрезать наши части у Сиваша и на Чонгаре. В тех боях погибло около 250 оставшихся безымянными воинов, похороненных здесь же в братской могиле. В апреле 1944 года, при освобождении Крыма, в районе села Чокрак погибли и были захоронены воины 1369 стрелкового полка 417 дивизии, 6-й гвардейской танковой бригады, 32-й отдельной танковой бригады, 22-го отдельного танкового полка и других частей. 8 мая 1975 года было произведено перезахоронение останков воинов в братскую могилу в село Новокрымское.
В 1944 году, после освобождения Крыма от фашистов, 12 августа 1944 года было принято постановление № ГОКО-6372с «О переселении колхозников в районы Крыма» и в сентябре 1944 года в район приехали первые новоселы (27 семей) из Каменец-Подольской и Киевской областей, а в начале 1950-х годов последовала вторая волна переселенцев из различных областей Украины. Указом Президиума Верховного Совета РСФСР от 21 августа 1945 года село, как Чокрак Первый, было переименовано в Источное и Чокракский сельсовет — в Источненский. С 25 июня 1946 года Источное в составе Крымской области РСФСР. 26 апреля 1954 года Крымская область была передана из состава РСФСР в состав УССР. Время упразднения сельсовета и включения в Новокрымский пока не установлено: на 15 июня 1960 года село уже числилось в его составе. В 1964 году местный колхоз стал отделением колхоза «Путь Ленина». По данным переписи 1989 года в селе проживало 289 человек. С 12 февраля 1991 года село в восстановленной Крымской АССР, 26 февраля 1992 года переименованной в Автономную Республику Крым. С 21 марта 2014 года в составе Крыма аннексировано Россией.